# Boboleno
Boboleno (em latim: Bobolenus) foi um oficial franco do século VI. Atuou como referendário de Fredegunda e em 585 matou Domnola com que disputava a posse de um vinhedo. Em 587, Gontrão da Borgonha enviou Antéscio para Angers para punir os responsáveis pelo episódio e a propriedade de Boboleno como principal culpado foi confiscada. O vinhedo talvez estivesse próximo de Angers.